# Impatiens turrialbana
Impatiens turrialbana är en balsaminväxtart som beskrevs av John Donnell Smith. Impatiens turrialbana ingår i släktet balsaminer, och familjen balsaminväxter. Inga underarter finns listade i Catalogue of Life.